# 黑暗豹蛛
黑暗豹蛛（学名：Pardosa atronigra）为狼蛛科豹蛛属的动物。在中国大陆，分布于青海、新疆等地。该物种的模式产地在青海、新疆。